# Island i Eurovision Song Contest 2013
Island kommer att delta i Eurovision Song Contest 2013 i Malmö i Sverige. De kommer att representeras av Eyþór Ingi Gunnlaugsson med låten "Ég á líf" som vann Söngvakeppni Sjónvarpsins 2013 före Unnur Eggertsdóttir.

## Söngvakeppni Sjónvarpsins 2013

### Program
Den 11 september 2012 publicerade RÚV datumen för deras nationella uttagning Söngvakeppni Sjónvarpsins, men dessa kom senare att ändras. Tre semifinaler planerades att hållas den 12 januari, den 19 januari och den 26 januari 2013, följt av en final den 9 februari. Den 12 november avslöjades det dock att uttagningen istället kom att bestå av endast två semifinaler den 25 och 26 januari 2013, följt av final den 2 februari i Harpa konserthus i Reykjavik. Värdar för programmen var Guðrún Dís Emilsdóttir och Þórhallur Gunnarsson.

### Bidrag
Artister och låtskrivare kunde skicka in bidrag fram till den 8 oktober 2012. Den 16 oktober meddelade RÚV att man fått in 240 bidrag till uttagningen, vilket var ett nytt rekord. Totalt 12 till 15 bidrag förväntades tävla i semifinalerna. Den 12 november avslöjade RÚV låttitlarna på de 12 bidrag som kom att delta i uttagningen, samt låtskrivarna. Artisterna till respektive bidrag kom dock inte att avslöjas förrän den 10 januari 2013. Den 14 januari hade alla bidragen sin premiärspelning på radio. Låtarna fortsatte att spelas på radion fram till uttagningen och låtarna kunde även höras på TV-bolagets webbplats. I uttagningen kom alla bidrag att framföras på isländska men låtskrivarna till det vinnande bidraget fick bestämma vilket språk som låten skulle framföras på i Eurovision. Den 21 januari 2013 lottades startordningen för båda semifinalerna.
I slutet av januari släpptes den officiella CD-skivan med alla 12 låtar från tävlingen.

#### Artister
Bland artisterna som kom med i uttagningen fanns bland andra Yohanna som representerade Island i Eurovision Song Contest 2009 och kom på andra plats med låten "Is It True?", samt Birgitta Haukdal som representerade Island i Eurovision Song Contest 2003 och kom på delad åttonde plats med låten "Open Your Heart". Även Erna Hrönn Ólafsdóttir hade tidigare erfarenhet då hon stått som bakgrundssångare på scenen i ESC.

### Omröstning
Varje semifinal kom att bestå av sex bidrag och tre från varje semifinal kom att ta sig vidare till finalen med hjälp av 100% telefonröster. En expertjury fick även välja en av de låtar som inte tog sig vidare att ge ett wildcard till om de ville. Därav blev det sju finalister istället för sex. Efter en omröstningsrunda i finalen, bestående av 50% jury och 50% telefonröster, kom två av bidragen ta sig vidare till ytterligare en omröstningsrunda, en så kallad superfinal. I denna avgörande omgång bestämde 100% telefonröster vilket bidrag som vann.

### Gästartister
Gästartist i finalen var Gréta Salóme som hade vunnit tävlingen året innan och därmed representerat Island i Eurovision Song Contest 2012. Hon framträdde under finalens öppningsnummer och framförde två låtar från sitt senaste album The Silence. Under telefonomröstningen framträdde även två av Islands tidigare representanter i ESC. De var Eurobandið som representerade landet år 2008 och Selma Björnsdóttir som representerade landet både år 1999 och 2005.

### Semifinal 1
Den första semifinalen hölls den 25 januari och 6 bidrag tävlade om 3 platser i finalen. Programmet sändes 20:00 lokal tid med ett förprogram som stardade 20 minuter innan. De som gick vidare var Birgitta Haukdal, Svavar Knútur Kristinsson & Hreindís Ylva Garðarsdóttir Hólm, och Eyþór Ingi Gunnlaugsson. De tre finalisterna intervjuades efter semifinalen på den officiella webbplatsen.
Efter den andra semifinalen avklarats dagen därpå meddelades det att Magni Ásgeirsson fått ett wildcard till finalen.
| Nr | Artist                                                       | Låt                             | Text (t) / Musik (m) | Resultat |
| -- | ------------------------------------------------------------ | ------------------------------- | --- | -------- |
| 1  | Yohanna                                                      | "Þú"                            | Davíð Sigurgeirsson (m/t) | Ut       |
| 2  | Magni Ásgeirsson                                             | "Ekki líta undan"               | Sveinn Rúnar Sigurðsson (m), Ingibjörg Gunnarsdóttir (t)                                                                       | Wildcard |
| 3  | Svavar Knútur Kristinsson & Hreindís Ylva Garðarsdóttir Hólm | "Lífið snýst"                   | Hallgrímur Óskarsson (m/t), Svavar Knútur Kristinsson (t)                                                                      | Final    |
| 4  | Edda Viðarsdóttir                                            | "Sá sem lætur hjartað ráða för" | Þórir Úlfarsson (m), Kristján Hreinsson (t)                                                                                    | Ut       |
| 5  | Eyþór Ingi Gunnlaugsson                                      | "Ég á líf"                      | Örlygur Smári (m), Pétur Örn Guðmundsson (t)                                                                                   | Final    |
| 6  | Birgitta Haukdal                                             | "Meðal andanna"                 | Birgitta Haukdal (m/t), Sylvía Haukdal Brynjarsdóttir (m/t), Jonas Gladnikoff (m), Michael James Down (t), Primoz Poglajen (t) | Final    |

### Semifinal 2
Den andra semifinalen hölls den 26 januari och 6 bidrag tävlade om 3 platser i finalen. Programmet sändes 20:00 lokal tid med ett förprogram som stardade 20 minuter innan. De som gick vidare var Jógvan Hansen & Stefanía Svavarsdóttir, Haraldur Reynisson, och Unnur Eggertsdóttir.
| Nr | Artist                                 | Låt             | Text (t) / Musik (m)                                                                 | Resultat |
| -- | -------------------------------------- | --------------- | ------------------------------------------------------------------------------------ | -------- |
| 1  | Klara Ósk Elíasdóttir                  | "Skuggamynd"    | Hallgrímur Óskarsson (m), Ashley Hicklin (m), Bragi Valdimar Skúlason (t)            | Ut       |
| 2  | Jógvan Hansen & Stefanía Svavarsdóttir | "Til þín"       | Sveinn Rúnar Sigurðsson (m/t), Ágúst Ibsen (t)                                       | Final    |
| 3  | Sylvía Erla Scheving                   | "Stund með þér" | María Björk Sverrisdóttir (m/t)                                                      | Ut       |
| 4  | Haraldur Reynisson                     | "Vinátta"       | Haraldur Reynisson (m/t)                                                             | Final    |
| 5  | Unnur Eggertsdóttir                    | "Ég syng!"      | Elíza Newman (m/t), Gísli Kristjánsson (m/t), Ken Rose (m), Hulda G. Geirsdóttir (t) | Final    |
| 6  | Erna Hrönn Ólafsdóttir                 | "Augnablik"     | Sveinn Rúnar Sigurðsson (m), Ingibjörg Gunnarsdóttir (t)                             | Ut       |

### Final
Den 29 januari avslöjades startordningen för finalen.
Finalen gick av stapeln den 2 februari och 7 bidrag tävlade om att få representera Island i Eurovision Song Contest. Vinnare blev Eyþór Ingi Gunnlaugsson med låten "Ég á líf", detta efter att han vunnit superfinalen där 100% telefonröster användes. Av de 7 bidragen hade 2 gått vidare till superfinalen efter att både en kombination av jury och telefonröster först använts. Den som han slog i superfinalen var Unnur Eggertsdóttir med låten "Ég Syng!".
| Nr | Artist                                                       | Låt               | Text (t) / Musik (m) | Resultat   |
| -- | ------------------------------------------------------------ | ----------------- | --- | ---------- |
| 1  | Magni Ásgeirsson                                             | "Ekki líta undan" | Sveinn Rúnar Sigurðsson (m), Ingibjörg Gunnarsdóttir (t)                                                                       | Ut         |
| 2  | Svavar Knútur Kristinsson & Hreindís Ylva Garðarsdóttir Hólm | "Lífið snýst"     | Hallgrímur Óskarsson (m/t), Svavar Knútur Kristinsson (t)                                                                      | Ut         |
| 3  | Eyþór Ingi Gunnlaugsson                                      | "Ég á líf"        | Örlygur Smári (m), Pétur Örn Guðmundsson (t)                                                                                   | Superfinal |
| 4  | Birgitta Haukdal                                             | "Meðal andanna"   | Birgitta Haukdal (m/t), Sylvía Haukdal Brynjarsdóttir (m/t), Jonas Gladnikoff (m), Michael James Down (t), Primoz Poglajen (t) | Ut         |
| 5  | Jógvan Hansen & Stefanía Svavarsdóttir                       | "Til þín"         | Sveinn Rúnar Sigurðsson (m/t), Ágúst Ibsen (t)                                                                                 | Ut         |
| 6  | Haraldur Reynisson                                           | "Vinátta"         | Haraldur Reynisson (m/t) | Ut         |
| 7  | Unnur Eggertsdóttir                                          | "Ég syng!"        | Elíza Newman (m/t), Gísli Kristjánsson (m/t), Ken Rose (m), Hulda G. Geirsdóttir (t)                                           | Superfinal |

#### Superfinal
| Nr | Artist                  | Låt        | Resultat |
| -- | ----------------------- | ---------- | -------- |
| 1  | Eyþór Ingi Gunnlaugsson | "Ég á líf" | 1        |
| 2  | Unnur Eggertsdóttir     | "Ég Syng!" | 2        |

## Vid Eurovision
Island lottades till att framföra sitt bidrag i den första halvan av den andra semifinalen den 16 maj 2013 i Malmö Arena.